# Европейска химера
Chimaera monstrosa е вид химер от семейство Chimaeridae. Видът е почти застрашен от изчезване.

## Разпространение и местообитание
Разпространен е в Албания, Алжир, Великобритания (Северна Ирландия), Германия, Гибралтар, Гърнси, Гърция, Дания, Джърси, Ирландия, Исландия, Испания (Балеарски острови и Канарски острови), Италия (Сардиния и Сицилия), Кипър, Ливан, Малта, Ман, Мароко, Монако, Норвегия, Португалия (Азорски острови и Мадейра), Тунис, Фарьорски острови, Франция (Корсика) и Швеция.
Обитава крайбрежията на морета. Среща се на дълбочина от 40 до 1000 m, при температура на водата от 3,9 до 14 °C и соленост 34,4 – 38,7 ‰.

## Описание
На дължина достигат до 1,5 m, а теглото им е максимум 2500 g.
Продължителността им на живот е около 29,4 години. Популацията на вида е стабилна.